# Studebaker Golden Hawk

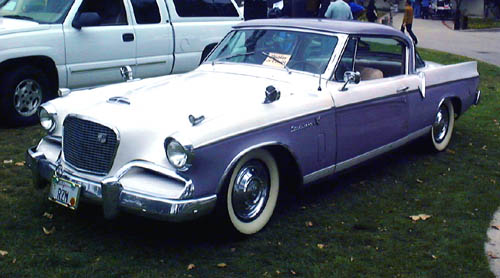
Studebaker Golden Hawk (1956)

Der Studebaker Golden Hawk war ein 2-türiges Hardtop-Coupé ohne B-Säulen, das von der Studebaker Corporation in South Bend (Indiana) von 1956 bis 1958 gefertigt wurde. Es war der letzte Studebaker vor dem Avanti, dessen Styling vom bekannten Designbüro von Raymond Loewy beeinflusst wurde. Der Golden Hawk hatte die Grundform der Modelle Champion und Commander Starliner; es wurde aber ein großer, fast senkrechter Kühlergrill mit Wabenmuster hinzugefügt, ebenso wie eine höhere Motorhaubenlinie anstelle der früheren abgeschrägten Nase, eine höhere Kofferraumklappe und Heckflossen.
Dieser Kühlergrill und die angehobene Motorhaube waren notwendig, um den großen V8-Motor von Packard mit 5,8 Litern Hubraum und einer Leistung von 275 bhp (202 kW) unterzubringen. Diese große, leistungsfähige Maschine in einem so leichten Wagen verlieh dem Golden Hawk ein phänomenales Leistungsgewicht für seine Zeit (mit entsprechenden Fahreigenschaften). Von allen amerikanischen Serienfahrzeugen 1956 hatte der Golden Hawk das zweitniedrigste Leistungsgewicht und musste sich nur dem Chrysler 300B geschlagen geben – und der teurere Chrysler war immerhin ein für den Straßenverkehr zugelassener Sportwagen der NASCAR-Serie. Der Golden Hawk kann, wie der Chrysler 300B, als Vorläufer der Muscle-Cars der 1960er-Jahre gelten. Die schwere Maschine brachte dem Wagen den Ruf ein, kopflastig und schwer fahrbar zu sein, aber zeitgenössische Tests beweisen das Gegenteil. Das Speed Age-Magazin testete den Golden Hawk im Juli 1956 gegen den Chrysler 300B, den Ford Thunderbird und den Chevrolet Corvette, wobei sich herausstellte, dass der Golden Hawk die anderen in der Beschleunigung von 0 auf 100 km/h ebenso übertrumpfte wie in den Zeiten für die Viertelmeile. Die größte Beschleunigung stellte das Magazin mit 7,9 Sekunden von 0 auf 100 km/h fest und die Höchstgeschwindigkeit mit über 200 km/h. Filmenthusiasten erinnern sich an eine Demonstration dieser Werte durch Charlie und Raymond Babitt (Tom Cruise und Dustin Hoffman) im 1988er-Film Rain Man.
Es gab eine große Auswahl an Farben (einschließlich Zweifarbenlackierungen, entsprechend dem Zeitgeschmack). Bei Zweifarbenlackierungen wurden anfangs der vordere obere Teil der Karosserie, das Dach und das Heckabschlussblech in Kontrastfarbe lackiert, der Rest der Karosserie in Grundfarbe. Ab Ende 1956 wurden die Karosserie oberhalb der Gürtellinie und der Kofferraumdeckel in Kontrastfarbe lackiert, während das Heckabschlussblech, das Dach und die Karosserieteile unterhalb der Gürtellinie in Grundfarbe gehalten waren.
Eine erweiterte Aufpreisliste und weniger Grundausstattung halfen, die Preise im Vergleich zum Studebaker President Speedster des Vorjahres, den der Golden Hawk ersetzte, niedrig zu halten. Sogar Blinkleuchten gab es nur als Sonderausstattung.
Der Golden Hawk kam mit drei anderen Modellen der Studebaker-Packard-Hawk-Serie 1956 heraus, die alle aus Modellen der regulären Studebaker-Modellpalette entwickelt wurden: Das Flight Hawk-Coupé war ein Champion, das Power Hawk-Coupé war ein Commander und der Sky Hawk-Hardtop war ein President.

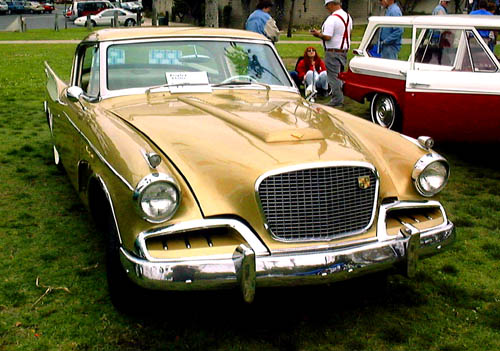
Studebaker Golden Hawk (1957)

Der Golden Hawk wurde 1957 und 1958 weitergebaut, aber mit einigen Änderungen. Das Packard-Werk in Utica (Michigan) war 1956 an Curtiss-Wright vermietet und wurde dann verkauft, was der Fertigung der Original-Packards ein Ende bereitete. Studebaker-Wagen mit Packard-Firmenzeichen gab es noch zwei weitere Jahre. Der Packard-V8-Motor, der 1955 eingeführt wurde, war daher nicht länger verfügbar und wurde durch den 4,7 Liter-Small-Block-V8 von Studebaker in Verbindung mit einem Kompressor von McCulloch ersetzt, der – wie der Packard-Motor – eine Leistung von 275 bhp (202 kW) entwickelte, aber 82 kg weniger wog. Dies verbesserte Handling und Höchstgeschwindigkeit des Wagens, was ihn zum schnellsten Hawk bis zum Erscheinen des GT Hawk mit Avanti-Kompressor 1963 machte.

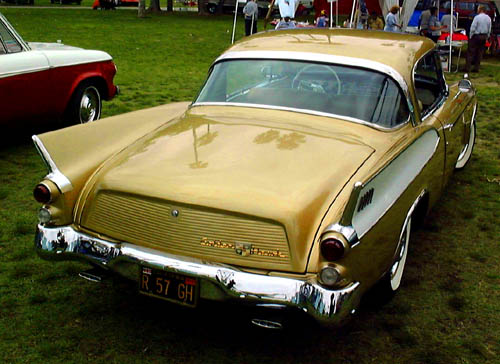
Die Heckflossen des Golden Hawk (1957)

Auch das Styling veränderte sich leicht. Die Motorhaube bekam eine Hutze aus GFK und eine Öffnung in der Motorhaube darunter, um für den Kompressor Platz zu schaffen, der oben vorne auf dem Motor montiert war. Die Heckflossen wurden größer und waren konkav an den Seiten, die in Kontrastfarbe lackiert waren und von Chromleisten gekrönt wurden. Die Golden Hawk von 1958 hatten 14″-Räder anstatt der bisher üblichen 15″, was den Wagen etwas tiefer legte. Andere Veränderungen stellten sich nicht ein.
Die anderen Modelle der Hawk-Serie wurden 1957 komplett geändert: Der neue Golden Hawk ersetzte seinen Vorgänger und den Sky Hawk, der neue Silver Hawk war der Nachfolger für den 6-zylindrigen Flight Hawk und den 8-zylindrigen Power Hawk.
Mitten im Modelljahr 1957 wurde ein luxuriöses Modell 400 eingeführt, das mit Lederausstattung, einem mit Teppich ausgeschlagenen Kofferraum und spezieller Außenausstattung gesegnet war.
Wie viele andere teure Autos musste auch der Golden Hawk unter der Rezession der späten 1950er-Jahre leiden, und nach nur 878 Verkäufen 1958 wurde das Modell eingestellt. Der Silver Hawk blieb von da an das einzige Hawk-Modell; 1960 wurde er dann als Studebaker Hawk verkauft.